# Cindy Roleder
Cindy Roleder, född 21 augusti 1989 i Karl-Marx-Stadt, är en tysk friidrottare som tävlar i 100 meter häck. 
Hon tog silver i grenen under VM 2015 i Peking och satte då personligt rekord på tiden 12.59. Roleder nådde även semifinal i OS 2012.